# Муфта (механическое устройство)

Простейшая механическая муфта - фланцевая

Механическая муфта — сборочная единица привода машины, предназначенная для соединения вращающихся элементов привода и передачи крутящего момента без изменения направления вращения. Определение «механическая» означает, что крутящий момент передаётся муфтой посредством жёстких или упругих соединительных элементов. 
Муфта передаёт механическую энергию без изменения её величины.

## Система классификации муфт
Муфты классифицируются по функциональному признаку, определяемому способом соединения ведущей и ведомой частей.

### Нерасцепляемые муфты
Класс механических муфт, у которых их ведущие и ведомые части соединены постоянно.

Подразделяются на три группы: жёсткие муфты, компенсирующие муфты, упругие муфты.

#### Жёсткая муфта
Нерасцепляемые механические муфты, не допускающие относительного смещения между полумуфтами.

Подразделяются на два вида: 
- Неразъёмная жёсткая муфта (не имеющая разъёмов)
- Разъёмная жёсткая муфта (имеющая для удобства монтажа и демонтажа привода разъем в плоскости продольной или поперечной оси муфты)

#### Компенсирующая муфта
Нерасцепляемые механические муфты, допускающие относительное смещение между полумуфтами, исключая их поворот относительно друг друга.

Подразделяются на четыре вида: 
- Осевая компенсирующая муфта (соединительные элементы которой позволяют компенсировать осевые смещения валов)
- Радиальная компенсирующая муфта (соединительные элементы которой позволяют компенсировать радиальные смещения валов)
- Угловая компенсирующая муфта (соединительные элементы которой позволяют компенсировать угловые смещения (непараллельность осей) валов)
- Универсальная компенсирующая муфта (соединительные элементы которой позволяют компенсировать одновременно два или три любые вида смещений валов)

#### Упругая муфта
Нерасцепляемые механические муфты, относительное смещение между полумуфтами которых осуществляется за счёт упругой деформации соединительных элементов.

Подразделяются на два вида:
- Линейная упругая муфта (имеет линейную характеристику крутильной жёсткости соединительных элементов)
- Нелинейная упругая муфта (имеет нелинейную характеристику крутильной жёсткости соединительных элементов)

### Управляемые муфты
Класс механических муфт, в конструкции которых имеется специальный соединительный элемент, обеспечивающий соединение и разъединение полумуфт (и валов) по команде некоего источника извне.

Подразделяются на две группы: синхронные муфты, асинхронные муфты.

#### Синхронная муфта
Управляемые механические муфты, включение (соединение) полумуфт которых возможно только при равных или почти равных угловых скоростях полумуфт.

Фактически только один вид:
- Синхронная муфта с механической связью (соединительные элементы которой включаются и выключаются с помощью либо механического, либо гидравлического, либо пневматического, либо электромагнитного устройства)

#### Асинхронная муфта
Управляемые механические муфты, включение (соединение) полумуфт которых возможно при неравных угловых скоростях полумуфт.

Фактически только один вид:
- Асинхронная муфта с механической связью (соединительные элементы которой включаются и выключаются с помощью либо механического, либо гидравлического, либо пневматического, либо электромагнитного устройства)

### Самодействующие муфты
Класс механических муфт, включение и выключение которых происходит автоматически в результате изменения заданного рабочего режима.

Подразделяются на три группы: центробежные муфты, обгонные муфты, предохранительные муфты.

#### Центробежная муфта
Самодействующие механические муфты, включение или выключение которых происходит от воздействия центробежной силы, возникающей во время вращательного движения муфты.

Фактически только один вид:
- Фрикционная центробежная муфта (у которой передача крутящего момента осуществляется за счет сил трения между соединительными элементами и полумуфтами)

#### Обгонная муфта
Самодействующие механические муфты, полумуфты которых способны автоматически соединяться и разъединяться в зависимости от направления их относительного вращения или в зависимости от относительной разницы скоростей их вращения.

Подразделяются на два вида:
- Храповая обгонная муфты (у которой включение и выключение муфт осуществляется храповым механизмом)
- Фрикционная обгонная муфта (у которой включение и выключение муфт осуществляется за счет сил трения между соединительными элементами и полумуфтами)

#### Предохранительная муфта
Самодействующие механические муфты, полумуфты которых способны автоматически разъединяться при превышении передаваемого крутящего момента.

Подразделяются на два вида: 
- Предохранительная муфта с разрушающимся звеном (у которой при превышении номинального значения крутящего момента выключение/разъединение осуществляется за счет разрушения соединительных элементов)
- Предохранительная муфта с неразрушающимся звеном (у которой при превышении номинального значения крутящего момента выключение/разъединение осуществляется за счет окружных сил, превышающих силы трения между соединительными элементами и полумуфтами)

## Некоторые распространённые типы механических муфт
- Жёсткие (глухие) муфты:
  - втулочные (по ГОСТ 24246-96) ;
  - фланцевые (по ГОСТ 20761-96);
  - продольно-свёртные (по ГОСТ 23106-78).

- Компенсирующие муфты — компенсируют радиальные, осевые и угловые смещения валов:
  - шарнирные муфты — угловое смещение до 45° (по ГОСТ 5147-97)
  - зубчатые;
  - цепные (по ГОСТ 20742-93).

- Упругие муфты — компенсация динамических нагрузок:
  - муфты с торообразной оболочкой (по ГОСТ 20884-93);
  - втулочно-пальцевые (по ГОСТ 21424-93);
  - муфты со звёздочкой (по ГОСТ 14084-93).

- Сцепные муфты — соединение или разъединение валов или валов с установленными на них деталями.
  - муфты кулачково-дисковые (по ГОСТ 20720-93);
  - кулачковые муфты;
  - фрикционные;
  - центробежные;
  - электромагнитные